# ملک‌الشعرای مشاور کتابخانه کنگره در امر شعر
ملک‌الشعرای مشاور کتابخانه کنگره در امر شعر (به انگلیسی: Poet Laureate Consultant in Poetry to the Library of Congress) عنوان رسمی کسی است که هر سال از سوی رئیس کتابخانه کنگره آمریکا تعیین می‌شود تا به وظیفه ملک‌الشعرایی آمریکا بپردازد.
پیش از سال ۱۹۸۶ این مقام با عنوان «مشاور کتابخانه کنگره در امر شعر» شناخته می‌شد. این مقام در آمریکا از روی مقام ملک‌الشعرا در انگلستان تقلید شده است.
ملک‌الشعرای فعلی (از سال 2022) آدا لیمون است.

## برخی از ملک‌الشعراهای آمریکا
- ۲۰۰۷ چارلز سیمیک
- ۲۰۰۳–۲۰۰۴ لوئیز گلیک
- ۱۹۹۱–۱۹۹۲ جوزف برودسکی
- ۱۹۸۷–۱۹۸۸ ریچارد ویلبر
- ۱۹۸۶–۱۹۸۷ رابرت پن وارن
- ۱۹۶۵–۱۹۶۶ استفن اسپندر
- ۱۹۵۸–۱۹۵۹ رابرت فراست
- ۱۹۴۹–۱۹۵۰ الیزابت بیشاپ
- ۱۹۴۴–۱۹۴۵ رابرت پن وارن